# خايمي روجاس
خايمي روجاس (بالإسبانية: Jaime Rojas)‏ هو لاعب كرة قدم تشيلي، ولد في 3 أبريل 1973 في سانتياغو في تشيلي. لعب مع بي إس إم إس ميدان.